# (1702) Kalahari
(1702) Kalahari es un asteroide que forma parte del cinturón de asteroides y fue descubierto por Ejnar Hertzsprung el 7 de julio de 1924 desde el observatorio Union de Johannesburgo, República Sudaficana.

## Designación y nombre
Kalahari fue designado inicialmente como A924 NC.
Más adelante se nombró por el desierto africano del Kalahari.

## Características orbitales
Kalahari orbita a una distancia media del Sol de 2,856 ua, pudiendo alejarse hasta 3,265 ua. Su excentricidad es 0,1435 y la inclinación orbital 9,965°. Emplea 1763 días en completar una órbita alrededor del Sol.